# Municipio de De Soto
El municipio de De Soto (en inglés: De Soto Township) es un municipio ubicado en el condado de Jackson en el estado estadounidense de Illinois. En el año 2010 tenía una población de 2388 habitantes y una densidad poblacional de 24,3 personas por km².

## Geografía
El municipio de De Soto se encuentra ubicado en las coordenadas 37°48′55″N 89°11′44″O / 37.81528, -89.19556. Según la Oficina del Censo de los Estados Unidos, el municipio tiene una superficie total de 98.26 km², de la cual 95.29 km² corresponden a tierra firme y (3.02%) 2.97 km² es agua.

## Demografía
Según el censo de 2010, había 2388 personas residiendo en el municipio de De Soto. La densidad de población era de 24,3 hab./km². De los 2388 habitantes, el municipio de De Soto estaba compuesto por el 93.01% blancos, el 2.72% eran afroamericanos, el 1.05% eran amerindios, el 0.5% eran asiáticos, el 0.08% eran isleños del Pacífico, el 0.54% eran de otras razas y el 2.09% pertenecían a dos o más razas. Del total de la población el 2.14% eran hispanos o latinos de cualquier raza.